# セバスチャン・サンダース
セバスチャン・サンダース（Sebastian Sanders 1971年9月25日 - ）は、イギリスの騎手。愛称は「セブ」（Seb）。香港における名前の中文表記は「桑迪斯」。

## 略歴
- 1990年
  - イギリスで見習騎手免許所得。
- 1995年
  - 年間61勝を挙げ、最優秀見習騎手となる。
- 1996年
  - イギリス騎手免許取得、97勝を挙げイギリスリーディング8位。
- 1997年
  - ジュライカップをコンプトンプレイスに騎乗して制し、G1初勝利を挙げた。この年105勝を挙げイギリスリーディング6位。
- 1998年
  - 春、盲腸の手術を受ける。
- 1999年
  - 日本中央競馬会（JRA）の短期免許で来日し、9勝を挙げる。
  - 1月31日、フェブラリーステークスで日本のGI初騎乗、ドージマムテキで16着。
- 2000年
  - この年も短期免許で来日したが、2勝のみに留まる。
- 2002年
  - イギリスで123勝。
- 2003年
  - イギリスで101勝。
- 2004年
  - 165勝を挙げてイギリスリーディング3位。
  - JRA短期免許を再取得（身元引受人は美浦所属の和田正道調教師）。
- 2005年
  - 9月、JRA短期免許を再取得。
  - 同年、イギリスリーディング2位。
- 2007年
  - イギリスリーディング1位を初めて獲得（ジェイミー・スペンサーとの熾烈なリーディング争いを繰り広げた末、最終的に両者が190勝で並び、タイトルを分け合うという劇的なものであった）。
  - 11月14日にジョン・ムルタに替わり、代役で第21回ワールドスーパージョッキーズシリーズへの出場が発表された。
- 2008年
  - 6月6日、エプソムオークスをルックヒアで制覇。

## 主なG1タイトル
- ジュライカップ（1997年 コンプトンプレイス）
- ナンソープステークス（2004年 バハミアンパイラット）
- アイリッシュ2000ギニー（2004年 バチェラーデューク）
- ディアヌ賞（2006年 コンフィデンシャルレイディー）
- オイロパ賞（2004年 アルヴァノーヴァ）
- エプソムオークス（2008年 ルックヒア）